# Perigonia lusca
Perigonia lusca is een vlinder uit de familie van de pijlstaarten (Sphingidae). De wetenschappelijke naam van de soort werd in 1777 gepubliceerd door Johann Christian Fabricius.

## Beschrijving

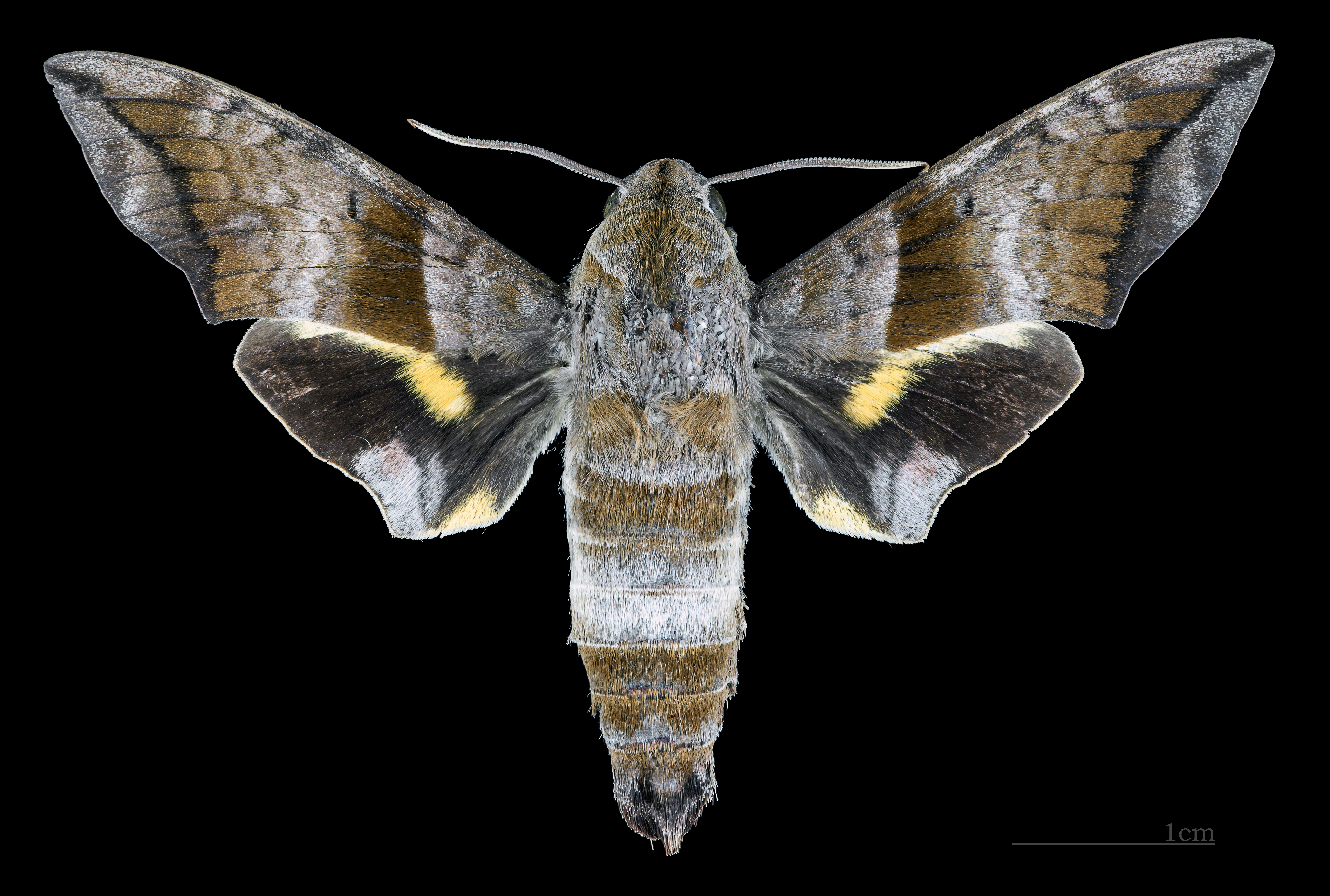
♂
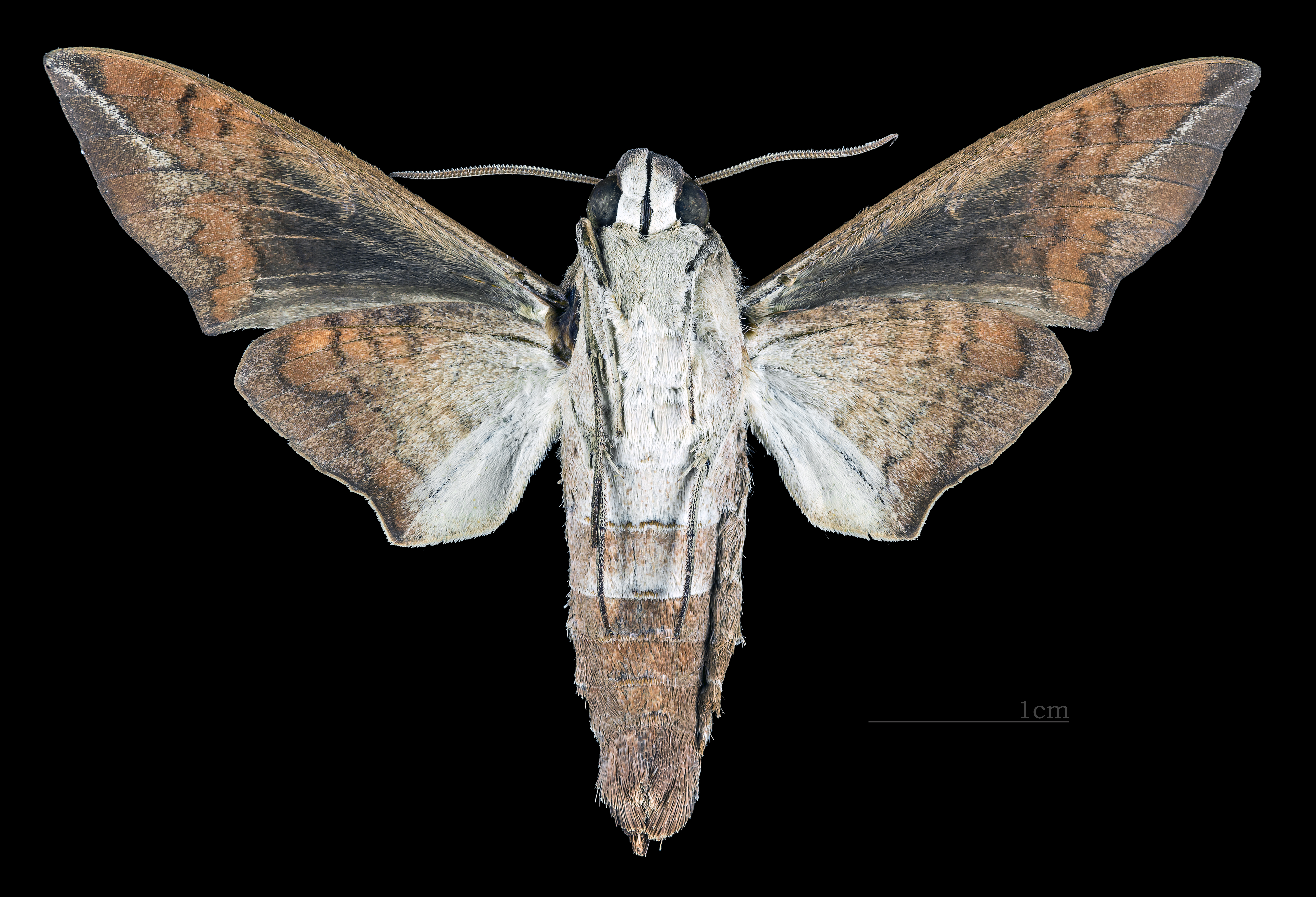
♂ △
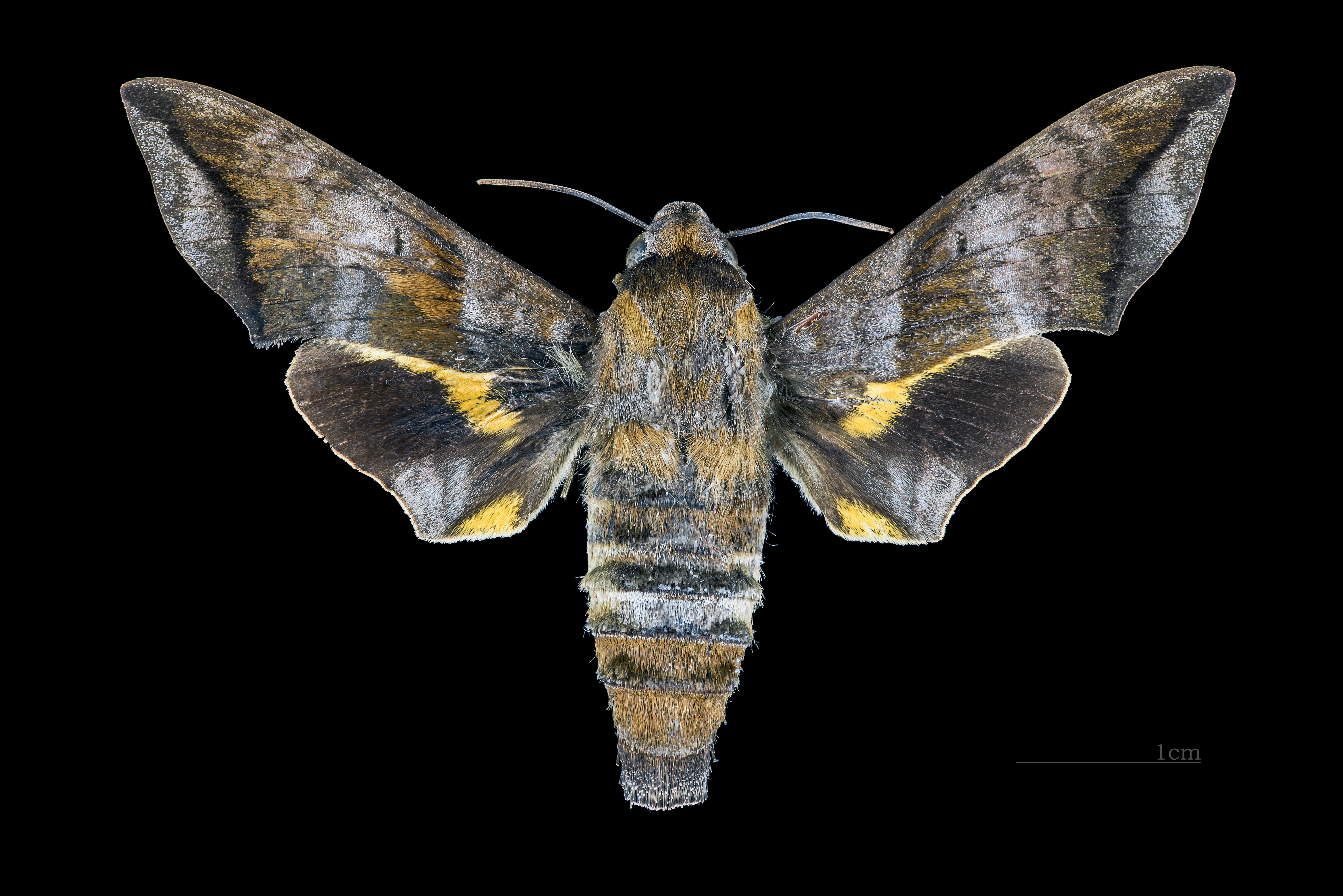
♀
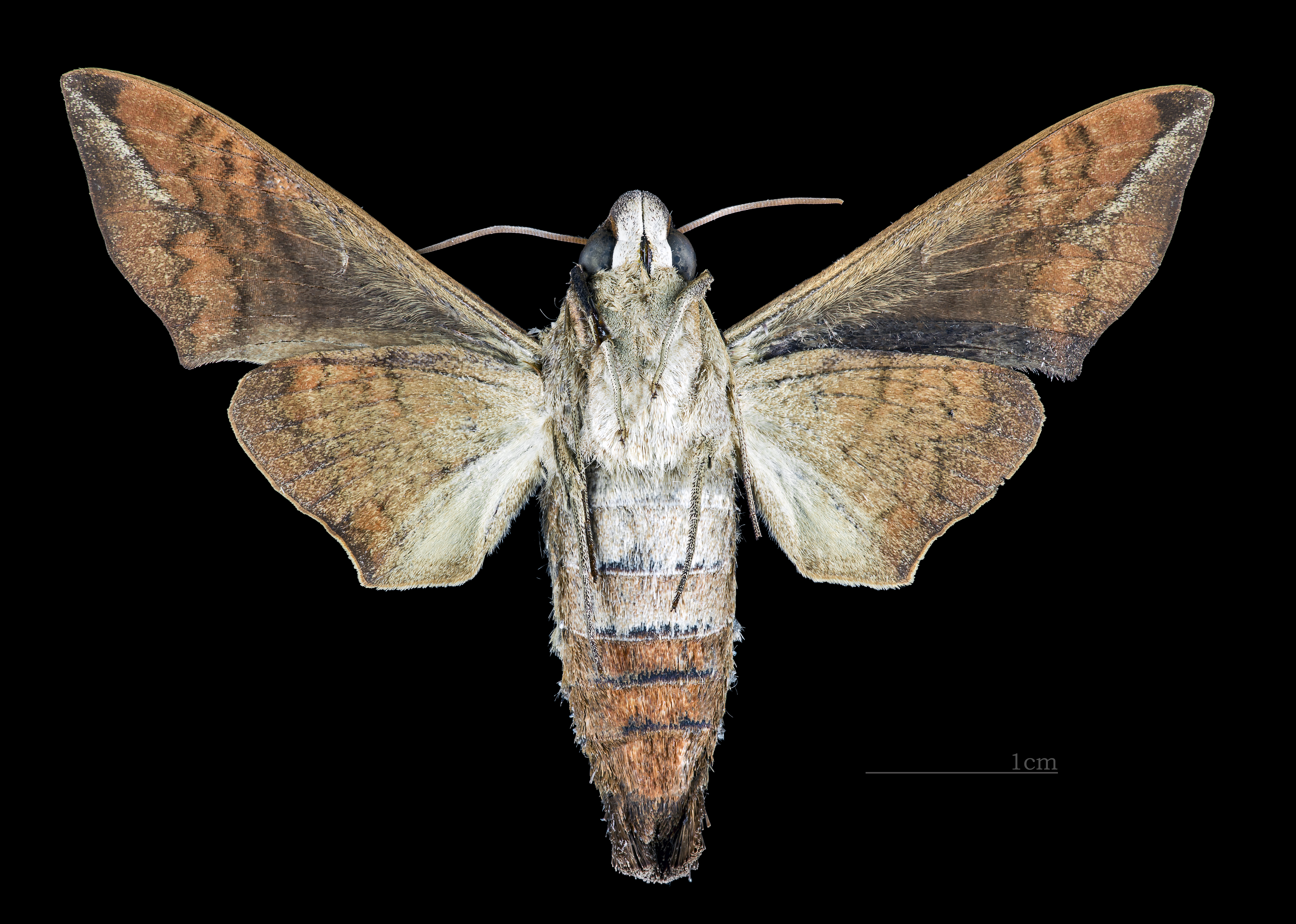
♀ △